# Vilma Kathleen McNish
Vilma Kathleen McNish (16 de janeiro de 1957) é uma diplomata jamaicana. Foi embaixadora da Jamaica na Bélgica, representante permanente na União Europeia e na UNESCO, e foi, de 2001 a 2005, embaixadora no México, em vários países da América Central, e alta-comissária no Belize.